# لوجر (مسدس)
مسدس لوجر أو مسدس بي-80 (بالألمانية: Luger P08) ، هي مسدس ألماني ، صنعت سنة 1900م ، أستعملت هذه المسدس في الحرب العالمية الأولى والحرب العالمية الثانية ، وأنتهت صناعة المسدس سنة 1945 .

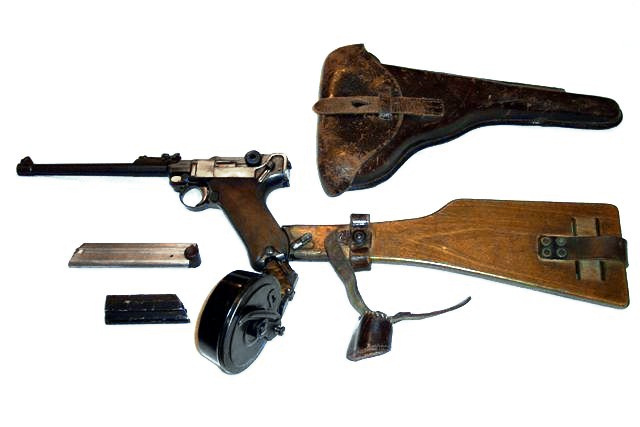
مسدس لوجر

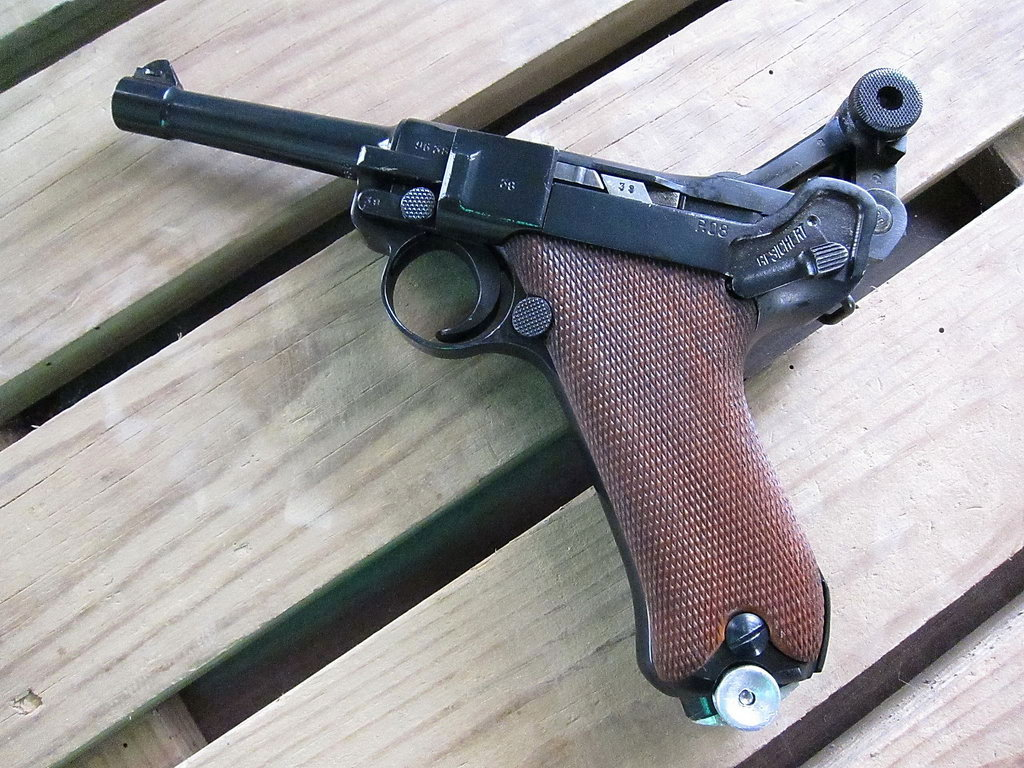
مكونات مسدس لوجر

## المستخدمون
- البرازيل
- ألمانيا النازية
- البرتغال

الأردن

## وصلات خارجية
- The Million Dollar Luger[وصلة مكسورة]
- The Borchardt-Luger History - origins of the Parabellum
- Luger Artillery and Mauser Parabellum
- Luger 08 in parts
- Modern Firearms
- Bulgarian Luger 08 on GunsTribune
- The history of the Luger pistol from 1945 until 2000
- A Luger-related searchable database with hundreds of photos and values
- Anleitung zur Kenntnis und Behandlung der Pistole 1900/06 (1911 German manual)
- Technisches Reglement Nr T 4 D - Die Pistole (P 06/29) - 1944 Swiss manual for the Luger.[وصلة مكسورة]
- Masstafeln zur Pistole 08 und langen Pistole 08